# Lisa Ann
Lisa Ann (Easton, Pennsilvània, 9 de maig de 1972) és una actriu de cinema pornogràfic estatunidenca. El 2009 va ser inclosa en el Saló de la Fama d'AVN.

## Biografia
S'inicià al voltant de 1990 per a pagar-se els estudis, va obtenir el títol d'ajudant de dentista. El juliol de 1994, es traslladà a Califòrnia per a iniciar la seua carrera en el porno, però l'abandonà el 1997 a causa del corrent de casos de SIDA que afectà a la indústria aquells anys. Estigué diversos anys viatjant com ballarina en nombrosos clubs de striptease per tot el país. Després de tant temps viatjant, Lisa decidí instal·lar-se i dedicar-se completament al seu matrimoni i al seu nou negoci de balneari. Posteriorment es divorcià i va vendre el seu balneari, Lisa emprengué el seu objectiu a llarg termini i entrà de nou en la indústria com a agent, pel que poc temps després tornà per a actuar, aproximadament en 2004 Actualment apareix com una de les estreles de la categoria MILF en webs d'aquests continguts com són Mommygotboobs.com i Milfslikeitbig.com
Llisa va fundar la seua pròpia agència de talents al novembre de 2006, Clear Talent Management. Combinat amb la seua fama en la indústria adulta, el seu èxit durador, i la seua capacitat d'instruir i dirigir als altres, la seua llista de nous talents cresqué ràpidament. L'agost de 2007, Lisa es va veure obligada a deixar d'usar el seu nom i ho reanomena com Lisa Ann's Talent Management (LATM).
L'11 de desembre de 2007, la indústria adulta anuncià la combinació de Seymore Butts' Lighthouse Agency amb LATM. Essencialment, Lisa Ann ha assumit Lighthouse Agency i la quantia de representats ha arribat a cotes encara més altes que abans.
El 2 d'octubre de 2008, Lisa Ann fou confirmada com l'estrella que protagonitzaria Who's Nailin 'Paylin?' parodiant a la candidata republicana a la Vicepresidència Sarah Palin. La pel·lícula, produïda per Larry Flynt de Hustler Video, retrata a Llisa Ann en escenes de sexe amb altres dones estreles porno parodiant a famoses figures polítiques, com Hillary Clinton i Condoleezza Rice.
Recentment ha representat el paper de "Serra Paylin" a una aparició en el vídeo musical del tema "We Made You" del raper Eminem.

## Premis i nominacions
- 2006 Premis XRCO guanyadora – Best Cumback.
- 2006 Premis XRCO nominació – MILF de l'any.[6]
- 2009 Premi AVN MILF de l'any.[7]
- 2009 Inclusió en el Hall of Fame d'AVN.[7]